# Elacatinus janssi
Elacatinus janssi es una especie de peces de la familia de los Gobiidae en el orden de los Perciformes.

## Morfología
Los machos pueden llegar a alcanzar los 3 cm de longitud total.

## Distribución geográfica
Se encuentra en la costa pacífico de  Costa Rica y Panamá.

## Observaciones
Es inofensivo para los humanos. 